# Журавичівська (пам'ятка природи)
Журави́чівська — ботанічна пам'ятка природи місцевого значення в Україні. Об'єкт розташований на території Маневицького району Волинської області, ДП «Колківське ЛГ», Рудниківське лісництво, квартал 33, виділ 2. 
Площа — 2,4 га, статус отриманий у 1994 році.
Охороняється ділянка високобонітетних насаджень сосни звичайної (Pinus sylvestris) віком близько 140 років.